# コムサ・DE・とんねるず
『コムサ・DE・とんねるず』（コムサ デ とんねるず）は、一部フジテレビ系列局で放送されていたバラエティ番組である。フジテレビとIVSテレビ制作の共同製作。製作局のフジテレビでは1986年10月24日から1987年3月27日まで、毎週金曜 19:00 - 19:30 （日本標準時）に放送。一部のネット局では別の時間帯に放送。

## 概要
神奈川県藤沢市の江の島にディスコ「湘南ハッスルタイム」を設営し、そこに客を招き入れて収録を行っていた。司会はとんねるずの石橋貴明と木梨憲武が務めていた。

## 出演者
- 石橋貴明（とんねるず）
- 木梨憲武（とんねるず）
- 中村ゆうじ
- 島崎夏美

## スタッフ
- 企画；遠藤龍之介（フジテレビ）
- 構成：佐々木勝俊、城戸口寛、たこ八商店
- 技術：八峯テレビ
- 制作協力：OFFICE AtoZ、オフィス プロペラ
- 総合演出：伊藤輝夫
- ディレクター：梁取正彦、高橋雅也、加藤雅之
- プロデューサー：石原隆（フジテレビ）、松野暁
- 制作：IVSテレビ制作、フジテレビ

| フジテレビ 金曜19:00枠                            | フジテレビ 金曜19:00枠                                    | フジテレビ 金曜19:00枠                            |
| 前番組                                            | 番組名                                                    | 次番組                                            |
| ------------------------------------------------- | --------------------------------------------------------- | ------------------------------------------------- |
| 夕食ニャンニャン （1986年5月2日 - 1986年9月19日） | コムサ・DE・とんねるず （1986年10月24日 - 1987年3月27日） | 斉藤さんちのお客さま （1987年5月1日 - 1987年9月） |